# Foxtron
Foxtron Vehicle Technologies — тайваньский производитель электромобилей и электробусов, базирующийся в Новом Тайбэе. Основан в 2020 году как совместное предприятие технологической компании Foxconn и автомобильной компании Yulon.

## История
В феврале 2020 года тайваньский контрактный производитель электроники Foxconn и местный производитель автомобилей Yulon договорились о создании совместного предприятия. Ранее Foxconn имела ограниченное участие в автомобильной промышленности только в качестве поставщика комплектующих или инвестора и решила активно войти в неё в качестве производителя. Дочерняя компания Yulon по разработке и производству автомобильных компонентов Hua-Chuang Automobile Information Tech Center Company (HAITEC) инвестировала 7,632 млрд тайваньских долларов и получила 49 % акций, а Foxconn вложила 7,944 млрд тайваньских долларов за 51 % акций.
Первым продуктом совместного предприятия стала открытая платформа электромобилей MIH (Mobility in Harmony), представленная в октябре 2020 года на ежегодном Hon Hai Technology Day (HHTD). MIH — это программно-аппаратная платформа с открытым исходным кодом для разработки электромобилей. Аппаратная часть MIH представляет собой типичное шасси электромобиля с модульными опциями для переднего, заднего или полного привода. По словам председателя Foxconn Лю Янвэя, программная часть платформы MIH имеет «функции и характеристики, которые могут быть изменены и улучшены посредством обновлений программного обеспечения после поставки автомобиля». Совместное предприятие поставило перед собой цель к 2027 году поставлять комплектующие и услуги для 10 % электромобилей по всему миру.
В феврале 2021 года стало известно, что первым электромобилем совместного предприятия станет автобус. В середине октября 2021 года, во время следующего HHTD, который прошёл в столице Тайваня Тайбэе, был официально запущен бренд Foxtron с целью запуска производства электромобилей и автобусов. На выставке HHTD 2021 Foxtron показала три прототипа электромобиля: кроссовер Model C, автобус Model T и высококлассный седан Model E, с дизайном разработанным итальянским ателье Pininfarina. Начало пробных испытаний автобуса Model T было запланировано на 2022 год. Первые автобусы были доставлены транзитным агентствам в городах Гаосюн и Тайнань на юге Тайваня в марте и октябре 2022 года, а один был импортирован на Бали для перевозки гостей на саммит G20 в ноябре того же года.
Foxconn приобрела бывший сборочный завод Lordstown в Лордстауне, штат Огайо, у Lordstown Motors в мае 2022 года, планируя, что создаст новое совместное предприятие по разработке автомобилей на базе MIH. На HHTD22 в октябре 2022 года Foxtron представила два концепта: доступный городской хэтчбек Model B, также с дизайном Pininfarina, и пикап Model V, а также серийную версию концепта Model C от HHTD21, который будет производиться и продаётся на Тайване дочерней компанией Yulon, Luxgen как n7, начиная с 2023 года. В рамках модели CDMS генеральный директор Foxtron Энди Ли описал Luxgen n7 как разработанный Foxtron (Model C), производством которого занимается Yulon на своём заводе, в Мяоли, а проектирование осуществляется компанией Foxtron. В ноябре 2022 года Foxtron начала строительство нового завода в Таиланде, предназначенного для производства электромобилей на базе MIH.
В ноябре 2023 года компания провела первичное публичное предложение на Тайваньской фондовой бирже.

## Деятельность
По состоянию на 2024 год было налажено серийное производство электрических автобусов Model T и кроссоверов Model C. За год было продано 7121 транспортное средство, компания достигла доли 18,7 % рынка электромобилей Тайваня. Автобусы, кроме Тайваня, продавались также в Индонезии.

## Модельный ряд

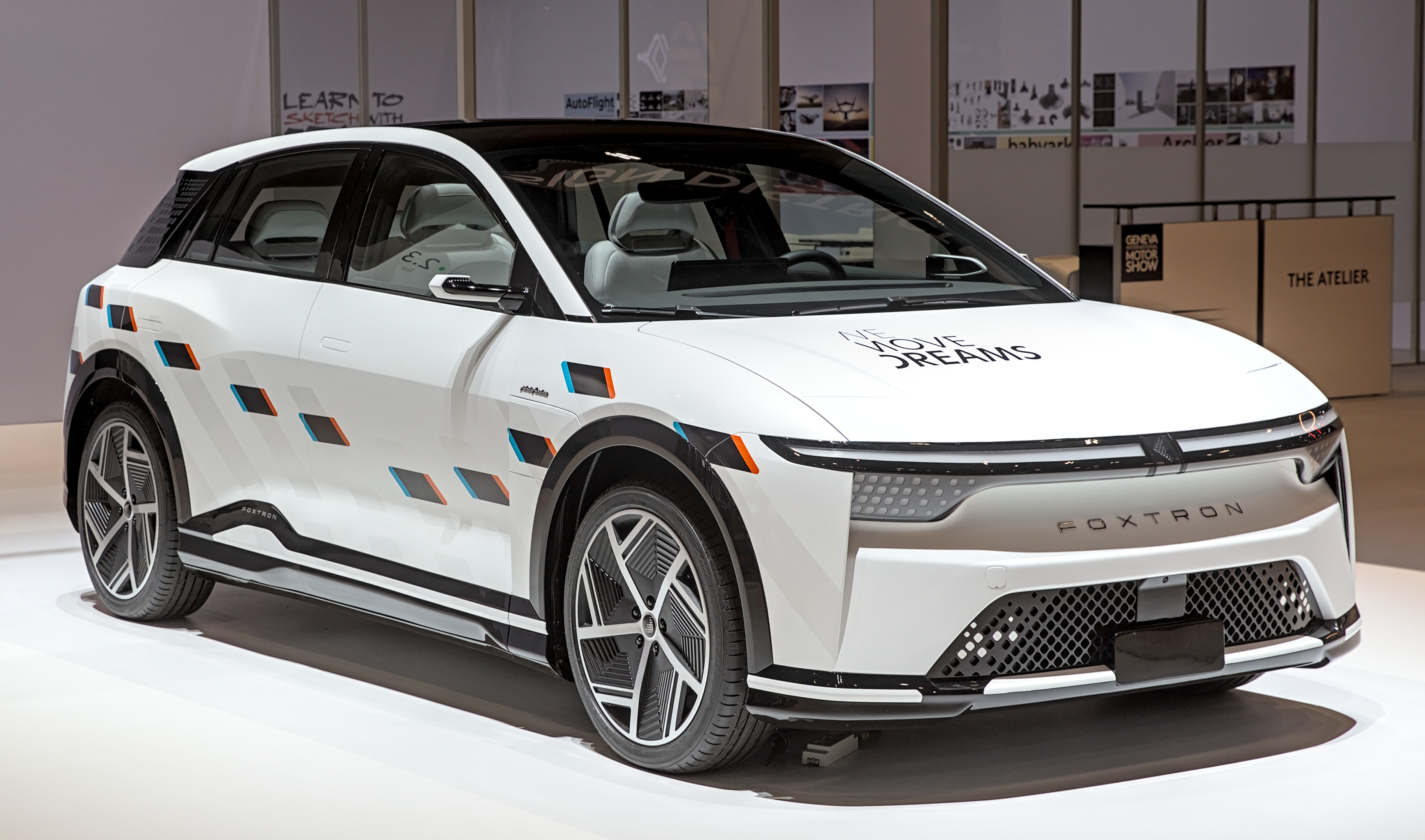
Foxtron Model B
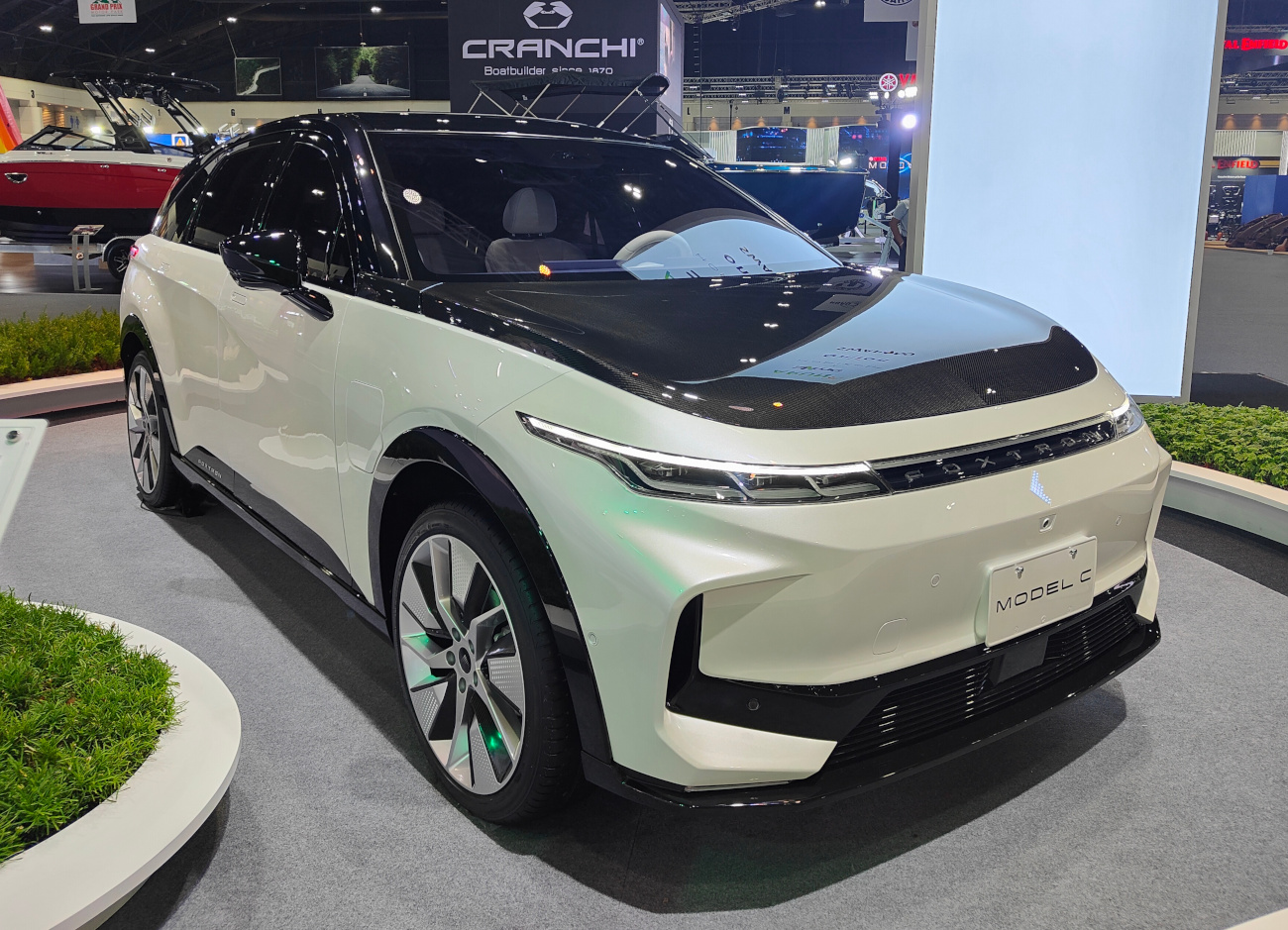
Foxtron Model C
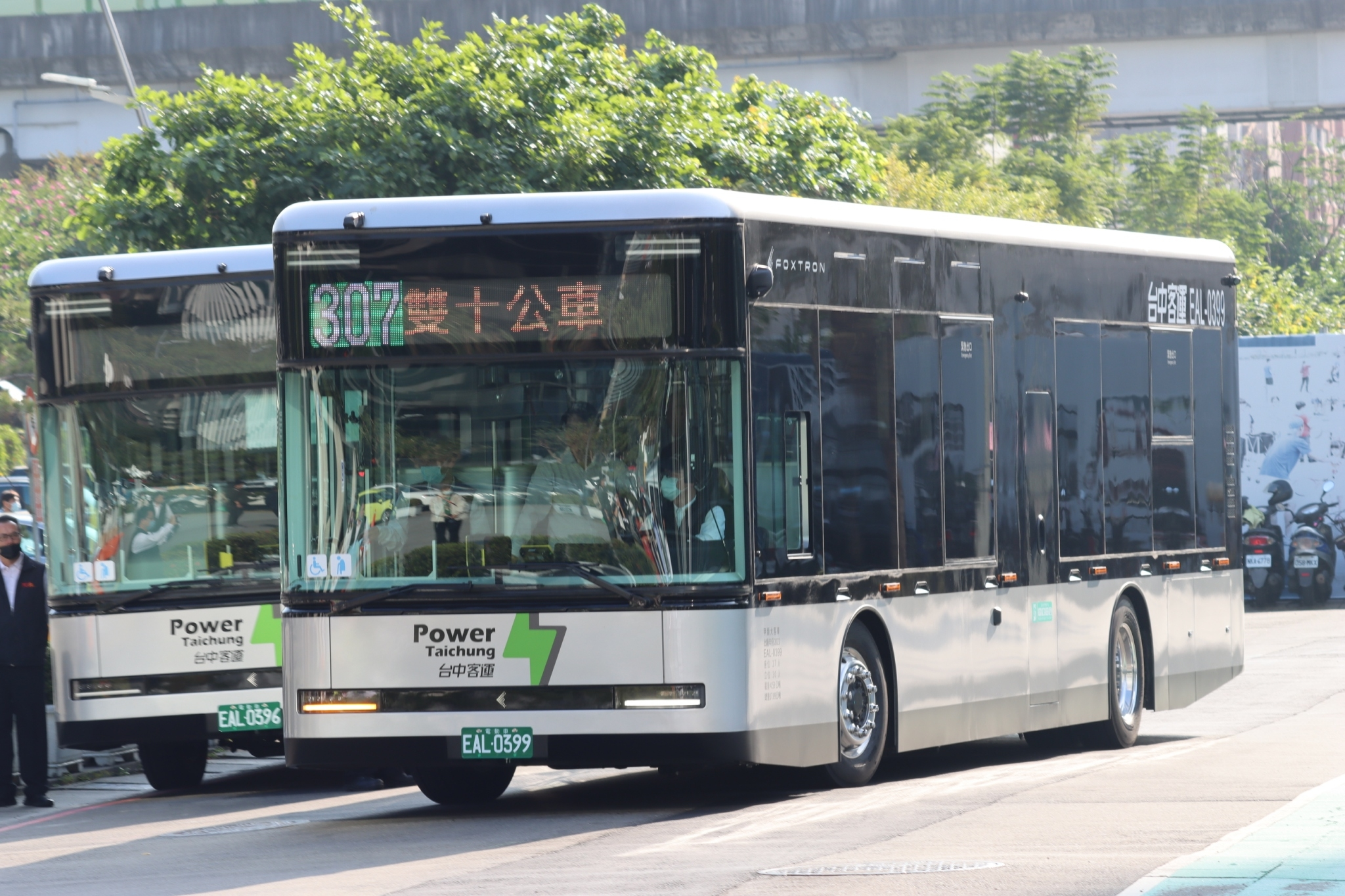
Foxtron Model T

- Foxtron Model E[англ.] (2021)
- Foxtron Model C (2021), запущен в производство в 2023 как Luxgen N7
- Foxtron Model T[англ.] (2021)
- Foxtron Model B[англ.] (2022)
- Foxtron Model V[англ.] (2022)
- Foxtron Model N[англ.] (2023)